# Fokov prostor
Fokov prostor je algebrski sestav (Hilbertov prostor), ki se uporablja v kvantni mehaniki za opis kvantnih stanj s spremenljivim ali pa neznanim številom delcev. Pojem je leta 1932 uvedel Vladimir Aleksandrovič Fok. 
V bistvu je Fokov prostor Hilbertov prostor, izhajajoč iz direktne vsote tenzorskega produkta Hilbertovih prostorov z enim delcem:
{\displaystyle F_{\nu }(H)=\bigoplus _{n=0}^{\infty }S_{\nu }H^{\otimes n}}
kjer je Sν operator, ki prostoru priredi simetrijo ali antisimetrijo, in zagotavlja, da Fokov prostor posluša bozonsko (ν=+) ali fermionsko (ν=-) algebro. H je Hilbertov prostor z enim delcem. Opisuje kvantna stanja za en delec. Za opis kvantnih stanj sestavov z n delci ali superpozicij takšnih stanj potrebujemo večji Hilbertov prostor, Fokov prostor, ki vsebuje stanja za neomejeno ali spremenljivo število delcev. Fokova stanja so naravna baza takšnega prostora.
Primer stanja Fokovega prostora je:
{\displaystyle |\Psi \rangle _{\nu }=|\phi _{1},\phi _{2},\cdots ,\phi _{n}\rangle _{\nu }}
in opisuje n delcev, kjer ima posamezen valovno funkcijo φ1, naslednji φ2 in tako dalje do n-tega delca, kjer je vsaka φi valovna funkcija iz Hilbertovega prostora H z enim delcem. Kadar govorimo o enem delcu v stanju φi, moramo pri tem upoštevati, da v kvantni mehaniki ne moremo ločevati enakovrednih delcev, in da so v istem Fokovem prostoru vsi delci istovetni. Za opis več vrst delcev je potrebno toliko tenzorskih produktov za vsak različen Fokov prostor. Ena najmočnejših lastnosti takšnega opisovanja je, da so stanja notranje v pravilni simetriji. Zato na primer, če bo zgornje stanje |Ψ>- fermionsko, bo enako 0, če sta dve (ali več) φi enaki, saj zaradi Paulijevega izključitvenega načela dva (ali več) fermiona ne moreta biti v istem kvantnem stanju. S konstrukcijo so stanja tudi pravilno normalizirana.
Uporabna in prikladna baza za ta prostor je baza prilastitvenega števila (?). Če je |ψi> baza H, lahko označimo stanje z n0delci v stanju |ψ0>, n1 delcev v stanju |ψ1>, ..., nk delcev v stanju |ψk> z:
{\displaystyle |n_{0},n_{1},\cdots ,n_{k}\rangle _{\nu }}
kjer seveda pri ν=-, vsak ni zavzame le vrednosti 0 ali 1, drugače pa je stanje enako nič.
Takšno stanje se imenuje Fokovo stanje. Ker |ψi> predstavljajo nespremenljiva stanja prostega polja, oziroma kjer je število delcev določeno, Fokovo stanje opisuje sestavo delcev, ki drug na drugega ne vplivajo z določenim številom. Najbolj splošno čisto stanje je linearna superpozicija Fokovih stanj.
Dva najpomembnejša operatorja sta operatorja anihilacije in nastanka (?), ki preko delovanja na Fokovo stanje ustrezno odstranita ali dodata delec v pripisanemu kvantnemu stanju. Označujemo ju z {\displaystyle a(\phi )} in z {\displaystyle a^{\dagger }(\phi )}, kjer se φ nanaša na kvantno stanje |φ>, v kateremu smo odstranili ali dodali delec. Velikokrat je prikladno, da obravnavamo stanja v bazi H, tako, da operatorja odstranita ali dodata natančno en delec v danem stanju. Služita tudi kot baza za splošnejše operatorje, ki delujejo na Fokov prostor. Na primer operator 'število delcev v stanju |φ>' je {\displaystyle a^{\dagger }(\phi )a(\phi )}).
Opomba: Fokov prostor opiše le polja, ki ne vplivajo drug na drugega. (Glej Haagov izrek)